# Hippopsis mourai
Hippopsis mourai es una especie de escarabajo longicornio del género Hippopsis, tribu Agapanthiini, subfamilia Lamiinae. Fue descrita científicamente por Martins y Galileo en 1994.

## Descripción
Mide 10,2-10,6 milímetros de longitud.

## Distribución
Se distribuye por Brasil.